# Solells de la Coma
Els Solells de la Coma és una solana del terme municipal de Monistrol de Calders, al Moianès.
Està situada a la zpna nord-est del terme, a llevant de la Coma i a migdia de la Solella de Serramitja, a la dreta del curs de la Golarda.
Fins a darreries del segle xix, aquests solells estigueren plens de vinyes donades a parceria sobretot a monistrolencs. A principis del XXI en queden nombroses barraques de vinya i molts marges de pedra seca. La fil·loxera acabà amb la vinya en aquella època. Des d'aleshores, el bosc s'ha ensenyorit d'aquestes terres.